# Cos i ànima
Cos i ànima (títol original en anglès: Body and Soul) és una pel·lícula estatunidenca dirigida per Robert Rossen, estrenada el 1947. Ha estat doblada al català.

## Argument
El dia abans d'un combat trucat, el boxejador Charlie Davis és assaltat pel record d'un cert "Ben". Amoïnat, va amb la seva mare que el rebutja, després visita una cantant de cabaret. Al vestidor, sempre en estat de xoc, intenta recobrar el seu ànim i repassa la seva carrera.

## Repartiment
- John Garfield: Charlie Davis
- Lilli Palmer: Peg Born
- Hazel Brooks: Alice
- Anne Revere: Anna Davis
- Lloyd Gough: Roberts
- William Conrad: Quinn
- Joseph Pevney: Shorty Polaski
- Canada Lee: Ben Chaplin
- Art Smith: David Davis
- James Burke: Arnold
- Virginia Gregg: Irma
- Peter Virgo: Drummer, guardaespatlles de Roberts
- Joe Devlin: Prince
- Ed Begley: Líder d'un partit

## Al voltant de la pel·lícula
- Robert Aldrich forma part de l'equip tècnic com a ajudant de direcció.
- Obra asfixiant, desoladora i brutal que retrata una societat corrompuda que converteix en déus al poder i els diners per mitjà d'unes ombres anomenades boxejadors.[3]

## Premis i nominacions

### Premis
- 1948: Oscar al millor muntatge per Francis D. Lyon i Robert Parrish

### Nominacions
- 1948: Oscar al millor actor per John Garfield
- 1948: Oscar al millor guió original per Abraham Polonsky
- 1948: Cercle de crítics de Nova York: Millor Actor (John Garfield)